# رودلف سلانسکی
 رودلف اسلانسکی (چکی: Rudolf Slánský؛ ۳۱ ژوئیهٔ ۱۹۰۱ – ۳ دسامبر ۱۹۵۲) یک سیاست‌مدار کمونیست  اهل چکسلواکی بود.
اسلانسکی عضو حزب کمونیست چکسلواکی و دبیرکل این حزب بعد از جنگ جهانی دوم بود. وی همراه کلمنت گوتوالد و چهره های دیگر حزب کمونیست چکسلواکی از رهبران انقلاب سال ۱۹۴۸ چکسلواکی بودند.
از سال ۱۹۵۰ رهبری استالینیست دولت کنونی و حزب که شخص کلمنت گوتوالد آنرا نمایندگی میکرد اقدام به برکناری و دستگیری اسلانسکی و رهبران انقلاب کرد.اسلانسکی همراه ۱۳ تن دیگر از رهبران انقلاب همانند ولادیمیر کلمنتیس به عنوان مخالفین رهبری حاکم به اتهامات گوناگونی چون ضد انقلاب دستگیر شدند و در سال ۱۹۵۱ در دادگاهی نمایشی متهم شدند.شیوه مشابه پیاده شده در دهه ۰ ۳ در اتحاد شوروی اینبار در چکسلواکی توسط رهبری استالینست وقت تکرار شد.سرانجام آن ها در ۳ دسامبر ۱۹۵۲ اعدام شدند.
در پی سقوط دولت استالینیست چکسلواکی در سال ۱۹۸۹ از اسلانسکی و دیگر قربانیان اعاده حیثیت میشود.